# Constantino Estilbes
Constantino Estilbes (em grego: Κωνσταντίνος Στιλβής; romaniz.: Constantínos Stilbés; fl. 2º metade do século XII) foi um retórico e clérigo bizantino, e um prolífico autor de tratados eclesiásticos, cartas e poesia.

## Vida
Nasceu em meados do século XII e a data de sua morte é desconhecida. A partir de seus escritos sabe-se com certeza que tornou-se um diácono e magistro da Escola Patriarcal de Constantinopla. Um pouco antes de 1204, foi promovido para o bispado metropolita de Cízico, que teve que abandonar logo depois da conquista latina. Embora muito do que se sabe sobre Estilbes advém de suas próprias obras, Nicetas Coniates faz elogios a um certo "Estilbes, um homem bom em todos os aspectos" (ὁ καλὸς τὰ πάντα Στιλβὴς).

## Obras
As obras de Estilbes pertencem em sua maioria à teologia, das quais a mais conhecido entre os estudiosos é sua "Erros da Igreja Latina", que Estilbes compilou na sequência da Quarta Cruzada. A lista descreve "erros" ocidentais, incluindo a sua incapacidade de honrar os santos estrangeiros e seu ódio pelo imperador Constantino (r. 303–337) para a criação da Nova Roma. Estilbes é também conhecido por seu poema descrevendo um incêndio catastrófico que ocorreu em Constantinopla em 25 de julho de 1197. Por cerca de 1000 linhas, o Carmen de Incendio descreve o curso do fogo junto do Corno de Ouro da Porta do Drungário até o Quarteirão Latino, usando écfrases ricas com metáforas bíblicas e clássicas.
O poema é um recurso importante para quem está estudando a topografia urbana da Constantinopla medieval, uma vez que descreve o incêndio de três casas térreas e casas aristocráticas com torres, e faz alusão a estradas costeiras, aquedutos, o porto Neório, celeiros, a Igreja dos Quarenta Mártires Sagrados e a Igreja de Maria Ciriotissa. O bizantinista Paul Magdalino usou o poema para datar a reconstrução medieval da igreja Ciriotissa entre a data do incêndio em 1197 e a Quarta Cruzada em 1204.